# 劉軒孺
劉軒孺（？—？），號平田，江西吉安府庐陵县民籍。明朝政治人物。

## 生平
四月二十五日生。萬曆四十三年（1615年）乙卯科江西鄉試八名舉人，天啓二年（1622年）壬戌科会试九十名，三甲一百二十五名進士。刑部观政，三年授广东新宁县知县，四年与七年广东同考，所取举人莫大猷被革去功名，房考刘轩孺被降二级。崇祯十五年复官江西泰兴县知县。